# Maimann

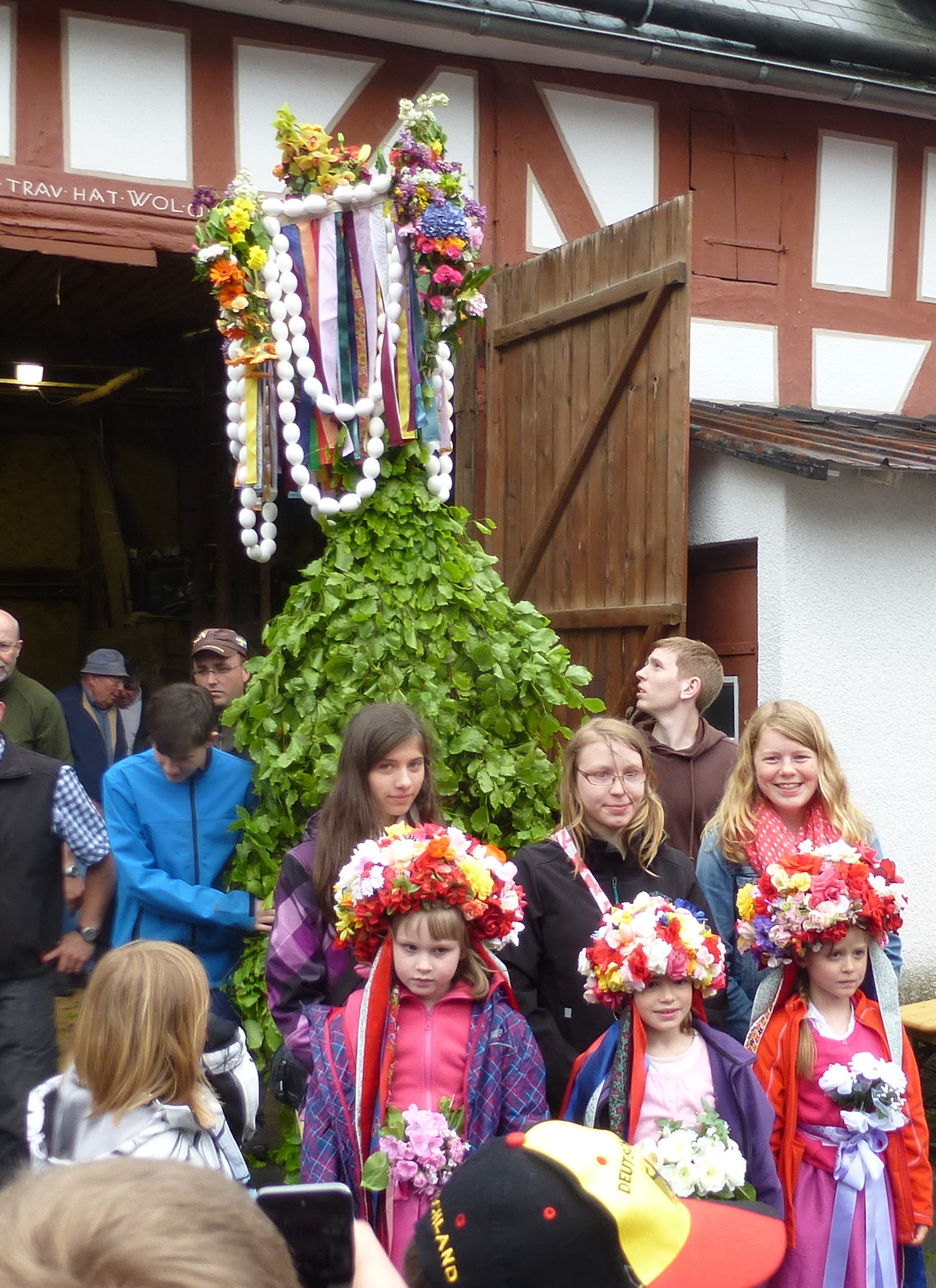
Maimann und Pfingstbraut 2013 in Rittershausen

Der Maimann ist eine mindestens bis in die Mitte des 19. Jahrhunderts belegte Traditionsfigur. Besonders im nördlichen Teil des mittelhessischen Lahn-Dill-Kreises (Ortsteile Dietzhölztals, Eschenburgs und Stadtteile Haigers) wird diese Tradition an Pfingsten noch gepflegt. Getragen wurde dieses Brauchtum ursprünglich von den männlichen Schulabgängern eines Jahrganges, die den Rundgang und die Feierlichkeiten organisierten. Heutzutage wird der Rundgang und die anschließenden Feierlichkeiten fast ausschließlich durch Vereine organisiert. Lediglich in Rittershausen und Roth hat die alte Tradition noch bestand. In Langenbach im Taunus tritt der „Laubmann“ auf, im Bayerischen Wald der „Pfingstl“.

## Termin
Der laubgeschmückte Maimann soll den Sieg des Sommers über den Winter zeigen. Da aber Anfang April noch nicht genügend Buchenlaub zur Verfügung steht, wird dieses Brauchtum deutlich später gefeiert. Im Dillkreis wird hierzu das Pfingstwochenende als Termin gewählt. Je nach dörflicher Tradition entweder am Pfingstsonntag oder Pfingstmontag.

## Ritus
Vor der eigentlichen Maimann-Wanderung durch das Dorf müssen die Jugendlichen zunächst einige Vorbereitungen treffen: Am Vortag wird das Laub (Buchenlaub oder Maaj) aus den Wäldern zu einer Scheune transportiert, in der der Maimann eingekleidet wird. Früher mussten zusätzlich in einer zweiten Wanderung noch Birkenreisern (Wehen) gesammelt werden, um das Laub an dem Träger befestigen zu können. Heutzutage wird in vielen – aber nicht allen – Orten allerdings Bindedraht benutzt. Auch wenn diese Tradition aufgrund des technischen Fortschritts nicht mehr notwendig ist, gehört das Treffen im Wald mit Umtrunk noch zur Tradition derjenigen, welche den Ritus in den Dörfern lebendig halten.
Heute wird das Buchenlaub am gleichen Tag im Morgengrauen gesammelt und mit einem Traktor zur Scheune gebracht.
In einer knapp zwei Stunden dauernden Prozedur wird der Maimann, von den Füßen beginnend, in das Laub eingebunden. Das Laubkleid mit der Blumenkrone ist relativ schwer, so dass sich die Jugendlichen vorher bereits einen Erwachsenen aussuchten, welcher dieses Amt ausüben durfte. Hierfür erhielt er eine kleine Entschädigung. Niemand im Dorf durfte wissen, wer sich im Laubkleid befand, so dass sich dieser früh morgens auf verschlungenen Wege zur Scheune begab. Um den Träger nicht erkennen zu können, wird das Laub sehr dicht und fest befestigt. Zusätzlich wird ein Schwanz aus Laub befestigt. Damit der Schwanz den Weg übersteht, wird dieser mit Draht hochgebunden.
Zum Abschluss wird der Maimannstrauß befestigt. Stangen, die über den Kopf weit hinausragen dienen als Halt für Blumen und farbige Bänder. Die Struktur des Strauß ist spezifisch für das Dorf und wird jedes Jahr farblich neu gestaltet. Für die Wanderung erhält der Maimann einen tüchtigen Knüppel als Wanderstab.
Nach dem Einkleiden marschiert der Maimann unter Begleitung aller Jugendlichen durch das Dorf und sammelt von den Dorfbewohnern seinen Tribut ein. Links und rechts wird der Maimann von zwei Buben geleitet. Vor dem Maimann läuft ein Bube mit einer Glocke. Dabei singen alle Begleiter das dorfspezifische Maischelied, in dem sie für den Maimann Wurst, Eier und Speck verlangen. Dieser Tribut wird von den Jungen in Körben gesammelt. Der Speck wurde auf kleinen Holzspießen, den Specksäbel aufgespießt. Aus diesen Holzspießen wurde irgendwann ein Offiziersdegen, auf dem heute noch der gesammelte Speck aufgesteckt wird. Während der Wanderung werden kleinere Reparaturen am Laubkleid durch die Begleiter durchgeführt. An heißen Tagen werden dem Maimann von den Einwohnern zusätzlich noch Getränke angeboten.
Zum Abschluss entkleidet sich der Maimann in der Scheune wieder und muss unerkannt verschwinden. Schimpf und Schande bedeutete es für den Jahrgang, wenn die Dorfbewohner den Maimann erkannten.
Im Anschluss an diese Wanderung wird aus den gesammelten Zutaten ein Eierkuchen gebacken, den alle Beteiligten verspeisen. Früher wurde von den beteiligten Jungen einer ausgesucht, in dessen Elternhaus der Eierkuchen gebacken wurde. Diese Familie erhielt zusätzlich eine kleine monetäre Aufwandsentschädigung.

## Pfingstbraut
In Dietzhölztal-Rittershausen, Eschenburg-Roth und Haiger-Weidelbach lebt noch die Tradition der Pfingstbraut, die parallel zum Maimann durchgeführt wird. So wie dort der Maimann von den Jungen des Konfirmanden-Jahrganges (früher die Schulabgänger) organisiert wird, organisieren dort die Mädchen desselben Jahrgangs am Pfingstmontag die Pfingstbraut. In Eschenburg-Roth werden Maimann und Pfingstbraut vom Jugendclub organisiert. Die Mädchen des 8. Schuljahrganges versuchen am Pfingstmontag dem Maimann und damit den Jungs, Konkurrenz zu machen. Pfingstbräute werden drei Mädchen des ersten Schuljahres. Sie werden morgens von erfahrenen Frauen (ursprünglich war das die Handarbeitslehrerin der Schule) mit einem schönen Haarschmuck gekrönt. Dieser Haarschmuck besteht aus einem Blumenkranz, der mit bunten, langen Bändern versehen ist. So schön geschmückt gehen sie, zusammen mit den Mädchen bis zum 8. Schuljahr, durch das Dorf. Sie gehen von Haus zu Haus, sagen verschiedene alte Sprüche auf und sammeln – ebenso wie die Jungen mit dem Maimann – Eier, Speck und Mehl und verzehren dann mittags beziehungsweise nachmittags mit Eltern, Freunden und Bekannten auch ihre Eierkuchen. Wenn sich unterwegs Maimann und Pfingstbraut treffen, kommt es zu einem Streitgespräch, bei dem jede Seite versucht, die andere durch Schimpfworte herabzuwürdigen. In Roth ziehen die Pfingstbräute gemeinsam mit dem Maimann durchs Dorf.

## Bedeutung
Durch diesen Brauch soll die Vertreibung des Winters aus den Dörfern und der Sieg des Sommers gefeiert werden. Dabei kam es in der Tradition zu einigen Änderungen. In der dämonenhaften Gestalt des Maimannes wird wohl der Winter dargestellt. Ursprünglich wurde der Maimann in Stroh eingebunden, was früher ein Zeichen des Winters war. Zunächst nur als Verzierung wurden grüne Zweige eingeflochten, die dann später dominierten. Dennoch hat sich die gelbe Farbe mit dem Ginster und Sumpfdotterblumen gehalten.
Erst nach Entrichtung des Tributes des Dorfes in Form von Wurst, Eier und Speck lässt sich der Maimann von der Pfingstbraut vertreiben. Gerade letzterer Tradition wird in einigen Dörfern nicht mehr gefolgt, was dadurch erklärt werden könnte, dass die Jungen mehr Unterstützung fanden als die Mädchen.

## Maischelied
Während des Rundganges des Maimanns singen die Jugendliche ein für das Dorf typische Lied. In einem Lied aus Steinbrücken heißt es: „Mir ho en hibsche Majemann, der warer net waj speise kann, wej Speck en Ajer en Worscht; das gerr en saure Durscht. En jenen Haus, in dessen Haus: Speck en Ajer raus! Mir schlo dem Gockel de Schwanz aus, ganz aus. Jakob werf en Daler raus!“